# Buteogallus schistaceus
Buteogallus schistaceus là một loài chim trong họ Accipitridae.